# Miloš Simović
Miloš Simović (Servisch: Милош Симовић) (Belgrado, 5 juli 1979) is een Servisch crimineel.
Miloš Simović was lid van de Servische maffiagang Zemun en werd in 2007 tot 30 jaar gevangenisstraf veroordeeld als een van de hoofddaders van de moordaanslag op de Servische premier Zoran Đinđić in 2003.